# Ханбок
Ханбок (хангъл:한복; ханджа:韓服) или Чосонот (чосонгъл:조선옷) е наименованието на корейското традиционно облекло. Ханбок (Южна Корея) или Чосонот (Северна Корея) представлява облекло с прост дизайн, често изработван от естествени тъкани, който се носи по време на фестивали и официални празници. Ханбок има изключително много вариации, в зависимост от периода на историята, но днес за традиционен се смята този, носен по време на династия Чосон.

## Наименования и описание
Буквално ханбок значи „корейска дреха“, а севернокорейското наименование идва от предишното име на Корейския полуостров – Чосон.
Женският ханбок се състои от болеро, наречено чогори и дълга пола наречена чима, като обикновено присъства и панделка, която започва от гърдите и може да достига почти до глезените. Към Ханбок могат да бъдат добавени и много аксероари за косата.
Мъжкият ханбок се състои също от две части – чогори и баджи (панталони). За разлика от женския, мъжкия Ханбок няма такова разнообразие нито в цветовете, нито в аксесоарите. Разновидност на мъжката дреха е, че долната ѝ част може да бъде баджи или по (вид роба).

### Чогори
Чогори представлява горната част на дрехата на женския ханбок. Разделя се на донгчон, гит, гил, ръкави (сомей), кутонг, суб, горъм и бере.
Гил е най-голямата част от дрехата, която обхваща предната и задната част т.е самата чогори без ръкавите, яката и панделката. Донгчон представлява бялата част на яката, а гит е останалата част от яката, чиито цвят и шарки са в зависимост от модела ханбок. Ръкавите се наричат сомей и при някои модели присъства кутонг- края на ръкава има различна шарка или цвят. Суб се намира точно след яката. Горъм е панделката, която може да бъде различна по дължина и бере, което е долната линията на ръкавите.

### Чима
Чима е долната част на женския ханбок или полата, която започва от под гърдите и стига до земята. Има няколко вида поли в зависимост от повода, за който се носят. Полите произхождат от още от периода на Трите царства и по точно от царство Когурьо, когато са били изработвани от правоъгълно парче плат, което се нагъвало.

### Баджи
Баджи представляват панталоните в мъжкия ханбок, най-често изработвани от памук или кожа. Първоначално модно било да се носят тясни баджи, удобни за лов и езда, но по-късно били въведени широките, които са удобни за седене на пода или в клекнало положение.

### По
По представлява роба, която се носела главно по време на Трите царства. Дуругами представлява зимния ханбок, често носен с по.

### Качи Дурумаги
Детският ханбок или качи дурумаги се носи главно по Корейската Нова Година или Нова Година според Лунния календар главно от малки момчета. Носи се над яке и жилетка и почти винаги се носи с шапка наречена бокгон или хогон.

## Галерия
- Женски обувки
- Император Коджон, първият император на Корея (1863 – 1907) облечен в кралските си одежди
- Жена в ханбок изпълнява традиционен за Корея танц
- Типично облекло за краля на царство Шила
- Модел, носещ кралски ханбок по време на “Fashion Diaspora” в Ню Йорк
- Дизайнера И Йон-хье е известна с модерните варианти на ханбок